# کارل میلنر

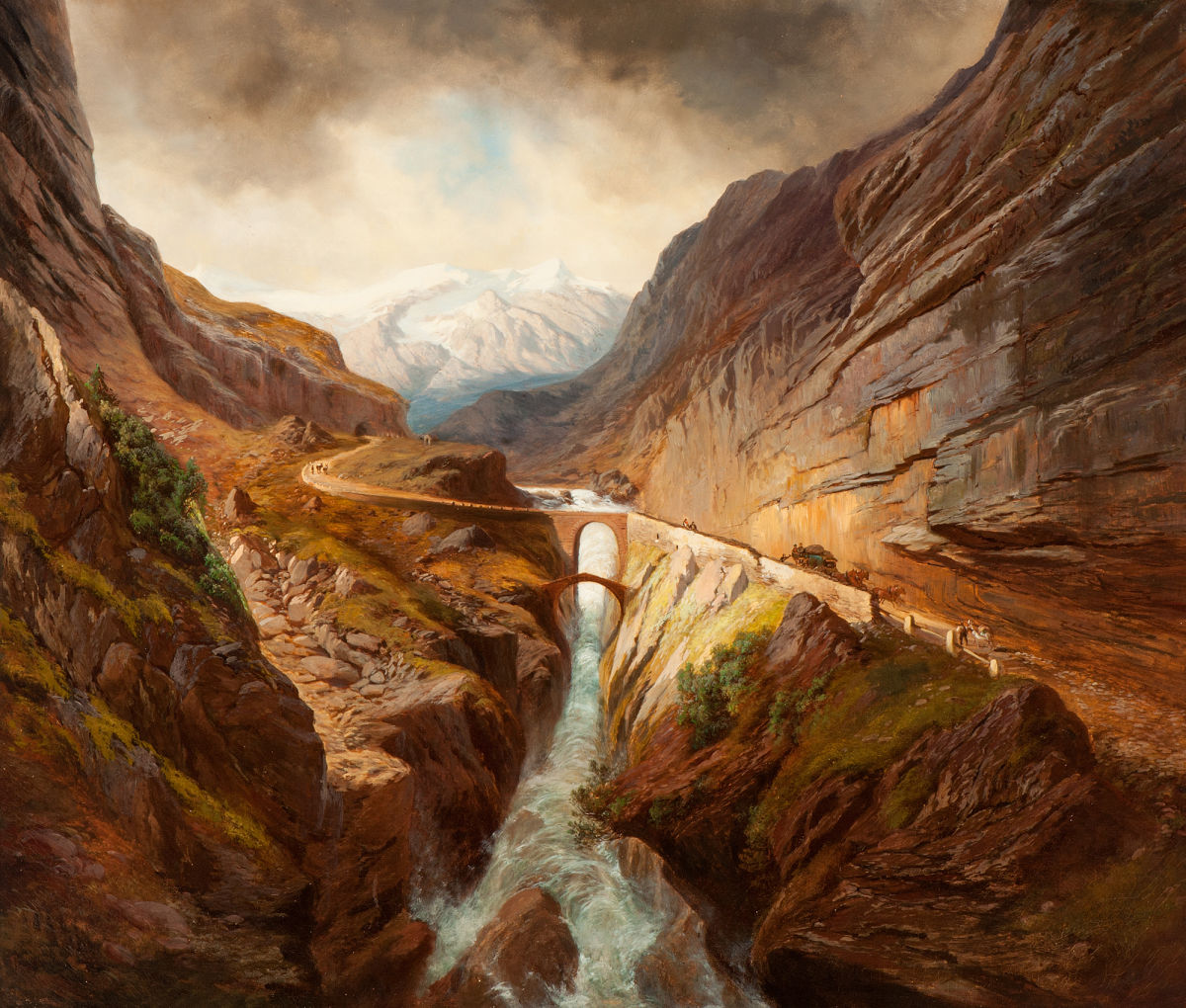
پل شیطان در گذرگاه گوتهارد

کارل میلنر (۲۵ مارس ۱۸۲۵، میندلهایم ۱۹ مه ۱۸۹۵، مونیخ ) نقاش منظره آلمانی بود.

## زندگینامه
در حدود سال ۱۸۵۰، او از میندلهایم به مونیخ نقل مکان کرد تا مهارت های هنری خود را ارتقا بخشد. او که تحت تأثیر کارل روتمان و ادوارد شلیخ قرار گرفته بود به سرعت خود را به عنوان یک هنرمند موفق تثبیت کرد و بیشتر به خاطر نقاشی‌هایش از آلپ شناخته شد. آثار وی با جزئیات دقیق و توجه زیاد به نور و سایه ارائه شده اند. میلنر در سال ۱۸۹۵ در مونیخ درگذشت.